# Дрансдорф
Дрансдорф (њем. Drahnsdorf) општина је у њемачкој савезној држави Бранденбург. Једно је од 37 општинских средишта округа Даме-Шпревалд. Према процјени из 2010. у општини је живјело 649 становника. Посједује регионалну шифру (AGS) 12061097.

## Географски и демографски подаци
Дрансдорф се налази у савезној држави Бранденбург у округу Даме-Шпревалд. Општина се налази на надморској висини од 66 метара. Површина општине износи 26,9 km². У самом мјесту је, према процјени из 2010. године, живјело 649 становника. Просјечна густина становништва износи 24 становника/km².